# París-Tours 2005
La París-Tours 2005 fue la 99.ª edición de la clásica París-Tours. Se disputó el 9 de octubre de 2005 y el vencedor final fue el alemán Erik Zabel del equipo T-Mobile, por tercera vez.
De esta manera, Zabel se convierte en el cuarto ciclista que consigue tres victorias en esta carrera, igualando así los hitos de Gustave Danneels, Paul Maye y Guido Reybrouck.

## Clasificación general
|    | Ciclista          | Equipo                | Tiempo     |
| -- | ----------------- | --------------------- | ---------- |
| 1  | Erik Zabel        | T-Mobile Team         | 5h 37' 23" |
| 2  | Daniele Bennati   | Lampre-Caffita        | m. t.      |
| 3  | Allan Davis       | Liberty Seguros-Würth | m. t.      |
| 4  | Robbie McEwen     | Davitamon-Lotto       | m. t.      |
| 5  | Alberto Ongarato  | Fassa Bortolo         | m. t.      |
| 6  | Aurélien Clerc    | Phonak                | m. t.      |
| 7  | Julian Dean       | Crédit Agricole       | m. t.      |
| 8  | René Haselbacher  | Gerolsteiner          | m. t.      |
| 9  | Uroš Murn         | Phonak                | m. t.      |
| 10 | Enrico Gasparotto | Liquigas-Bianchi      | m. t.      |